# Осми путник против Предатора 2
Осми путник против Предатора 2 (енгл. Aliens vs. Predator: Requiem; „Туђин против Предатора: Реквијем”) је амерички научнофантастични-акциони филм из 2007. редитеља браће Штраус (Колин и Грег Штраус) у свом редитељском дебију и писца Шејна Салерна. Главне улоге су Стивен Паскал, Рејко Алисворт, Џон Ортис, Џони Луис и Аријел Гејд.
Представља наставак филма Осми путник против Предатора (2004) и други и најновији део у франшизи Осми путник против Предатора, настављајући кросовер између франшиза Осми путник и Предатор. Радња смештена непосредно након догађаја из претходног филма, филм започиње падом брода Предатора у шуму изван Ганисона, где хибрид Туђин-Предатор познат као Предтуђин бежи и креће пут до оближњег малог града. Квалификовани ветеран Предатор је послат да убије Предтуђина, а становници града покушавају да побегну из покоља који је уследио.
Филм Осми путник против Предатора 2 је објављен 4. новембра 2007. у Лос Анђелесу. Објављен је у биоскопима 25. децембра у Сједињеним Државама, док је добио негативан пријем, зарадивши 130,2 милиона америчких долара широм света преко продукцијског буџета од 40 милиона америчких долара. Планови за даљи наставак стављени су на неодређено време.

## Радња
Након догађаја из претходног филма, брод Предатора напушта Земљу носећи Туђина за лице и мртво тело Скара, Предатора који је Лекс помогао да победи краљицу ксеноморфа. Искакач из груди са особинама обе врсте избија из Скаровог тела. Брзо сазрева у одраслог Предтуђина и почиње да убија Предаторе на броду (у продуженом резу то се дешава на извиђачком броду који је одвојен од матичног брода). Предаторово оружје пробија труп и брод се срушава у шуми изван Ганисона, убијајући све осим једног Предатора, који је тешко повређен и шаље сигнал за помоћ пре него што га Предтуђин убије.
Предтуђин и неколико Туђина за лице беже, уграђујући ембрионе у оближњег оца и сина који су у лову у шуми, као и неколико бескућника који живе у канализацији. На завичајном свету Предатора, вешти ветеран Предатор, Вулф, прима сигнал и преузима на себе да путује на Земљу у лов и убијање ксеноморфа. Стиже на срушени брод Предатора, користи течност налик плавој киселини да раствора и брише доказе о присуству ксеноморфа и покреће имплозију да потпуно уништи пловило.
У међувремену, бивши осуђеник Далас Хауард се управо вратио у Ганисон након издржавања казне у затвору. Дочекује га шериф Еди Моралес и окупља се са млађим братом Рикијем. Рикија романтично занима његова школска колегица Џес, али је њен дечко Дејл и његова два пријатеља непрестано узнемиравају. Кели О'Брајен се такође вратила у Ганисон након што је служила у 101. ваздухопловној дивизији америчке војске и поново се окупила са супругом Тимом и ћерком Моли. Дарси Бенсон, супруга убијеног оца, започиње потрагу за несталим мужем и сином. У међувремену, локална конобарица Кери Адамс открива да је трудна, али Вулф убија њеног мужа полицајца Реја након што је видео како раствара тела Дарсиног мужа и сина док их је тражио у шуми. Вулф му скида леш и обеси га наопако са гране дрвета за спорт.
Вулф прати неколико ксеноморфа у канализацију и порази два од њих, али док битка излази на површину, четворица се разилазе у град. Вулф јури неке до електране, где колатерална штета од његовог оружја за ливење плазме узрокује нестанак струје широм града. Рики и Џес се састају на средњошколском базену, али их Дејл и његови пријатељи прекидају тек кад нестане струје, а ксеноморф улази у подручје базена, убијајући Дејлове пријатеље. Још један ксеноморф напао је кућу О'Брајенових, убивши Тима док Кели бежи са Моли. Након што је ксеноморф напао младу куварицу у локалној трпезарији у којој Кери ради, Кери је такође нападнута након што је чула врисак кувара и Предтуђин је импрегнирао искакачима из стомака. Дарси ужаснуто открива њено тело, али стиже шериф Моралес и доводи је са собом.
Кели, Моли, Рики, Џес, Дејл, Далас и шериф Моралес окупљају се у продавници спортске опреме како би сакупили оружје. Трупе из Националне гарде војске Колорада стижу, али их ксеноморфи брзо поклају. Вулф накратко ухвати Даласа у продавници како би га искористио као мамац за намамљивање ксеноморфа, али Далас бежи. Неколико ксеноморфа стиже и Вулф их лако убија. Током битке ксеноморф убија Дејла и један од Вулфових бацача са рамена је оштећен. Уклања свој преостали и модификује га у ручни блатер.
Док преживели покушавају да побегну из Ганисона, успостављају радио контакт са пуковником Стивенсом и речено им је да се у центру града организује ваздушна евакуација. Далас и Кели су сумњичави јер би одлазак тамо био окружен ксеноморфима, па они, заједно с Рикијем, Џес, Моли и још неколико њих иду према хеликоптеру у болници како би изашли из града, док су шериф Моралес и Дарси на челу ка зони евакуације. Међутим, болницу су напали и преплавили ксеноморфи и Предтуђин, који су импрегнирали неке труднице да узгајају више ксеноморфа. Вулф убрзо стиже у болницу где отпрема још ксеноморфа и током битке Предатор случајно набија Џеси једним од својих шурикен оружја. Избезумљен, Рики јуриша на Вулфа пушком, да би га Предтуђин повредио. Предатора напада ксеноморф и обојица се спуштају низ окно лифта. Далас преузима Волфов плазма мехур.
Даас, Рики, Кели и Моли досежу кров и боре се против неколико ксеноморфа пре него што побегну у хеликоптеру, док Вулф, преживевши пад, бори се против Предтуђина на крову, прса у прса. Вулф и Предтуђин смртно су се ранили баш кад је стигао војни авион. Уместо спасилачке мисије, Ф-22 Раптор изводи тактички нуклеарни удар који сравњује цео град, тренутно убијајући шерифа Моралеса, Дарси и све остале окупљене у центру. Ударни талас доводи до пада хеликоптера у бекству на пропланку, где преживеле спашава војска. Вулфов плазма мехур је заплењен и пуковник Стивенс га представља госпођи Јутани.

## Улоге
| Глумац          | Улога              |
| --------------- | ------------------ |
| Стивен Паскал   | Далас Хауард       |
| Рејко Алисворт  | Кели О'Брајен      |
| Џон Ортис       | Еди Моралес        |
| Сем Трамел      | Тим О'Брајен       |
| Аријел Гејд     | Моли О'Брајен      |
| Роберт Џој      | пуковник Стивенс   |
| Кристен Хагер   | Џес Салингер       |
| Дејвид Петкау   | Ник                |
| Мајкл Шучанек   | Дру Робертс        |
| Дејвид Хорнсбај | Туђини и Предтуђин |
| Ијан Вајт       | Предатор / Вулф    |